# درام (طارم)
دَرّام یک منطقهٔ مسکونی در ایران است که در دهستان درام واقع شده‌است. درام ۱٬۵۵۴ نفر جمعیت دارد.